# بکستر
بکستر (به انگلیسی: Baxter) شرکت داروسازی و مهندسی پزشکی آمریکایی است، که در زمینه تولید تجهیزات پزشکی، محصولات بیوتکنولوژی و داروسازی فعالیت می‌کند.
شرکت بکستر در سال ۱۹۳۱ توسط دونالد بکستر راه‌اندازی شد و امروزه بر تولید داروها، واکسنها، لوازم و محصولات درمان بیماری‌های کلیوی، هموفیلی، نارسایی کلیه، تجهیزات دیالیز، اختلالات سیستم ایمنی و سایر بیماری‌های حاد و مزمن، همچنین لوازم تزریق وریدی متمرکز می‌باشد.
دفتر مرکزی این شرکت در شهر دیرفیلد، ایلی‌نوی، ایالات متحده آمریکا قرار دارد و بخشی از سهام آن در بازار بورس نیویورک معامله می‌شود. شرکت بکستر در سال ۲۰۱۳ در فهرست فرچون ۵۰۰، رتبه ۱۹۳ از بزرگترین شرکت‌های ایالات متحده را به خود اختصاص داد.